# Stanisław Piotrowski (1912–1998)
Stanisław Piotrowski (ur. 4 maja 1912 w Brzeziach, zm. 13 września 1998) – polski polityk, dyplomata, podsekretarz stanu w Ministerstwie Kultury i Sztuki (1952–1957), ambasador w Turcji (1966–1971). 

## Życiorys
Stanisław Piotrowski w 1932 ukończył gimnazjum we Włodzimierzu Wołyńskim. W 1937 uzyskał na Uniwersytecie Warszawskim tytuł magistra filozofii w zakresie filologii polskiej. Odbył służbę wojskową w Szkole Podchorążych Rezerwy Kawalerii w Grudziądzu (1935–1936).
W latach 1934–1939 był członkiem Związku Młodzieży RP Wiejskiej „Wici”. We wrześniu 1938 rozpoczął pracę na Uniwersytecie Ludowym w Brzyskach. We wrześniu 1939 w szeregach Armii „Łódź” brał udział w bitwie pod Modliborzycami. Dostał się do niewoli niemieckiej, w której przebywał do zakończenia wojny. Więziony był w obozach jenieckich w: Stargardzie, Choszcznie, Gross-Born, Sandbostel i Lubece. W oflagach zaangażowany był w prace oświatowe: nauczanie języka polskiego oraz wykłady na kursach spółdzielczych.
Po 1945 pozostał w Lubece, gdzie uczył w Polskim Gimnazjum i Liceum nr 1 oczekującą na repatriację polską młodzież. Jesienią 1946 został zamianowany Zastępcą Kierownika Okręgu Szkolnictwa Polskiego w Lippstadt. W 1947 powrócił do Polski. 10 lipca 1947 wstąpił do Stronnictwa Ludowego (następnie został członkiem Zjednoczonego Stronnictwa Ludowego). W tym samym miesiącu rozpoczął pracę w dziale kulturalno-oświatowym Zarządu Głównego Związku Samopomocy Chłopskiej (ZSCh). Od 1950 do końca 1952 był sekretarzem w Zarządzie Głównym Towarzystwa Przyjaźni Polsko-Radzieckiej. Od grudnia 1952 do stycznia 1957 piastował stanowisko podsekretarza stanu w Ministerstwie Kultury i Sztuki. W marcu 1957 został zatrudniony w Ministerstwie Spraw Zagranicznych. Do grudnia 1963 pracował na stanowisku radcy w Ambasadzie w Pradze. W 1964 został wicedyrektorem Departamentu I MSZ. Od 26 września 1966 do 26 października 1971 pełnił funkcję ambasadora w Turcji.
Syn Jana i Heleny. Pochowany na Cmentarzu Wojskowym na Powązkach.

## Odznaczenia
- Medal "Za zasługi dla ruchu ludowego" (1984)[4]